# Ramzes XIII
Ramzes XIII – postać literacka, główny i tytułowy bohater powieści Bolesława Prusa Faraon.

## Historia postaci
Był fikcyjnym synem egipskiego faraona Ramzesa XII  i królowej Nikotris (postacie fikcyjne), następcą tronu. Utalentowany wojskowo, zwolennik reformy państwa, które w owym czasie było w złym stanie gospodarczym i militarnym. Jednocześnie zwolennik wojny z Asyrią. W tym ostatnim dążeniu napotkał zdecydowany opór kapłanów egipskich.
Doprowadziło to do stopniowej eskalacji konfliktu, który wzmógł się po objęciu przez Ramzesa XIII tronu w bardzo młodym wieku (około 22 lat). Dodatkowym źródłem napięć stało się żądanie faraona, by świątynie finansowały reformy państwa i wojnę. Eskalacja konfliktu doprowadziła też do powstania animozji osobistych między Ramzesem XIII a czołowymi kapłanami i do stopniowego zwątpienia władcy w istnienie bogów. Faraon zainicjował bunt ludu przeciwko kapłanom oraz wsparł ten bunt wojskami. Jednakże umiejętne wykorzystanie przez kapłanów wiedzy astronomicznej, o nadchodzącym zaćmieniu Słońca, spowodowało, że apogeum buntu zbiegło się z zaćmieniem, co spowodowało ogólną panikę szturmujących świątynie i następnie skruchę tłumu. Efektem tego był upadek powstania. Sam faraon zginął z rąk swojego sobowtóra, Greka Lykona.

## Analiza
W powieści przedstawia się Ramzesa XIII jako inteligentnego, zdolnego i wrażliwego człowieka, lecz także popędliwego i niedoświadczonego w rządzeniu. Również większość czołowych oponentów faraona przedstawiona jest jako ludzie kierujący się interesem państwa, choć rozumiejący go odmiennie niż młody władca.
Ramzes XIII jest często podawany jako przykład nieudolnego władcy; został nazwany postacią dziecinną, krótkowzroczną i lekkomyślną. Beata Górska-Szkop skrytykowała jako, że "nie potrafił zgłębić ani tajemnic wiecznych, ani tych ziemskich, dotyczących sprawnego zarządzania państwem". O ile niektóre reformy Ramzesa XIII można uznać za pozytywne, to jego metody są często krótkowzroczne, a jego rozkazy muszą być modyfikowane przez podwładnych by móc działać w praktyce. Leszek Szaruga pisze, że o ile Ramzes XIII jest niekiedy przedstawiany jako "romantyczny rewolucjonista", jest on jednak władca nieefektywnym; jego rewolucja nie dochodzi do skutku, a jego reformy, jeśli są zrealizowane, to są realizowane przez bohaterów "pozytywistycznych" takich jak Herhor. Szaruga zauważa także, że zaletą Ramzesa XIII był duży talent wojskowy - ale nie miał nigdy okazji go dowieść w praktyce, będąc pokonanym w intrygach.
Pozytywniej o Ramzesie wypowiedział się Krzysztof Luks, stwierdzając, że Ramzes XIII "trafnie odczytał potrzeby swojego narodu i państwa", nie był w stanie jednak zrealizować swoich planów.

## Adaptacje
W wyreżyserowanym przez Jerzego Kawalerowicza filmie Faraon w rolę Ramzesa XIII wcielił się Jerzy Zelnik.